# راتينجية تايوان
راتينجية تايوان نوع شجري يتبع جنس الراتينجية من الفصيلة الصنوبرية.

## البيئة والانتشار
ينتشر في تايوان فقط. يعد من النباتات المهددة بالانقراض بسبب خسارة موئله.